# コーシーの積分公式
コーシーの積分公式（コーシーのせきぶんこうしき）は、コーシーの第2定理、コーシーの積分表示 (英: Cauchy's integral expression) ともいわれ、オーギュスタン＝ルイ・コーシーによって示された、ガウス平面上のある領域において正則な関数の周回積分についての定理である。

## 公式
D を単連結領域、C を D 内にある長さを持つ単純閉曲線、f(z) を D 上の正則関数とする。C によって囲まれる領域の任意の 1 点 a において、以下の式が成立する。
{\displaystyle f(a)={\frac {1}{2\pi i}}\oint _{C}{\frac {f(z)}{z-a}}dz.}
また、この式を用いて f(z) の n 階複素導関数を与えることができる。a を z に置き換えて、積分変数を ζ で置き換えると
{\displaystyle f(z)={\frac {1}{2\pi i}}\oint _{C}{\frac {f(\zeta )}{\zeta -z}}d\zeta .}
この式の両辺について、差分商{\displaystyle {\frac {f(z+h)-f(z)}{h}}}の極限をとることを繰り返すことで以下の式が示され、また正則な関数が複素変数の意味で無限回微分可能であることも示される。
{\displaystyle f^{(n)}(z)={\frac {n!}{2\pi i}}\oint _{C}{\frac {f(\zeta )}{(\zeta -z)^{n+1}}}d\zeta \ }

## 具体例
具体的な例として関数は
{\displaystyle g(z)={\frac {z^{2}}{z^{2}+2z+2}}}

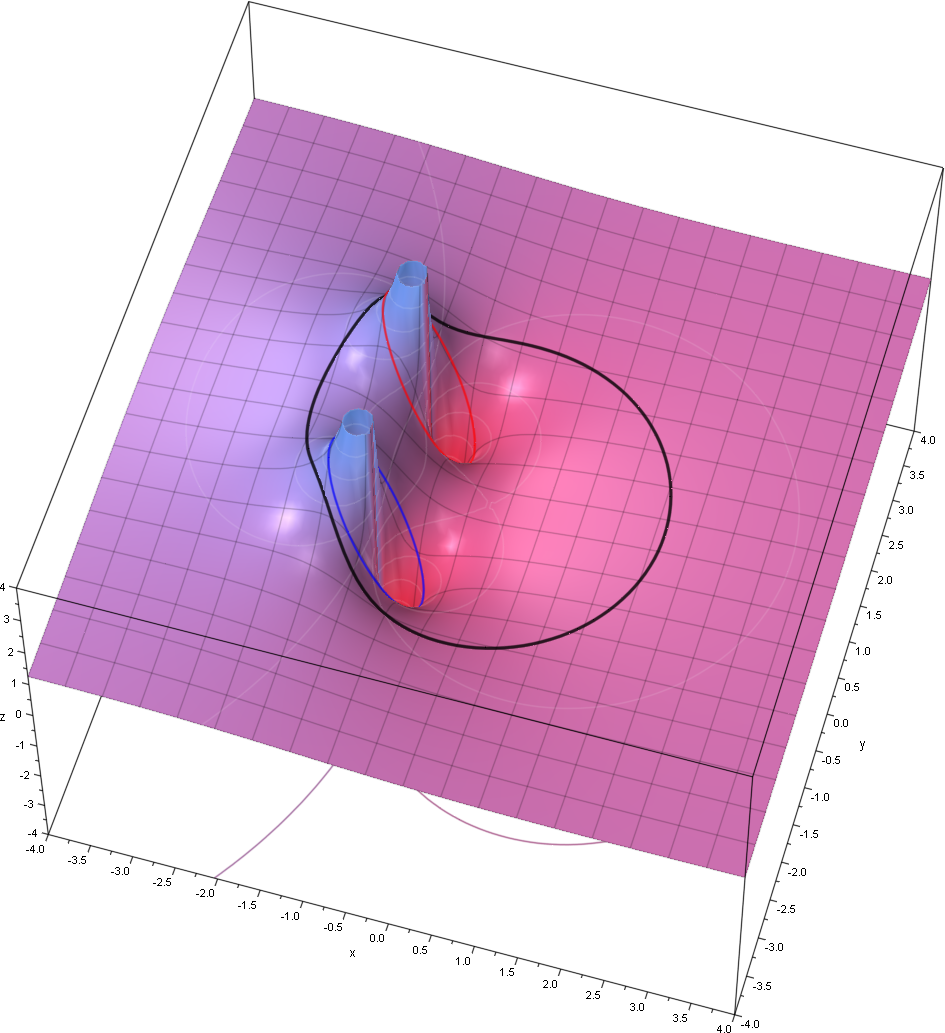
関数の実数部と特異点。また説明にある積分経路が描かれている。

と経路Cは|z| = 2(つまり半径2の円)とする。
関数g(z)について経路Cの積分を求めるため、g(z)の特異点を知る必要がある。
次のようにg(z)を書き換えることができることに注意して
{\displaystyle g(z)={\frac {z^{2}}{(z-z_{1})(z-z_{2})}}}
ここで  {\displaystyle z_{1}=-1+i,} {\displaystyle z_{2}=-1-i.}である。
よって, g(z)は{\displaystyle z_{1}}と{\displaystyle z_{2}}に極を持つ。
この極の絶対値は2よりも小さいため、経路Cより内側にある。
この積分はコーシーの積分定理により2つの積分に分割できる。
経路Cの積分はz1 と z2の各極周囲の小さな円の経路積分の和で表される。
それぞれz1周囲の経路C1とz2周囲の経路C2と呼ぶ。これらのそれぞれ積分は、コーシー積分公式により解くことができるが、それらを公式が適用できるよう書き直す必要がある。
C1周囲の積分は、f1(z) = (z − z1)g(z)により与えられる。
これは正則関数である（経路内に他の特異点が含まれていないため）。
単純化するため f1 を
{\displaystyle f_{1}(z)={\frac {z^{2}}{z-z_{2}}}}
とすると、
{\displaystyle g(z)={\frac {f_{1}(z)}{z-z_{1}}}.}
コーシーの積分定理より
{\displaystyle \oint _{C}{\frac {f_{1}(z)}{z-a}}\,dz=2\pi i\cdot f_{1}(a),}
積分を次のように評価できる。
{\displaystyle \oint _{C_{1}}g(z)\,dz=\oint _{C_{1}}{\frac {f_{1}(z)}{z-z_{1}}}\,dz=2\pi i{\frac {z_{1}^{2}}{z_{1}-z_{2}}}.}
もう一方の経路に対しても同様に行う。
{\displaystyle f_{2}(z)={\frac {z^{2}}{z-z_{1}}},}
{\displaystyle \oint _{C_{2}}g(z)\,dz=\oint _{C_{2}}{\frac {f_{2}(z)}{z-z_{2}}}\,dz=2\pi i{\frac {z_{2}^{2}}{z_{2}-z_{1}}}.}
元の経路Cの積分は、これらの2つの積分の合計である。
{\displaystyle {\begin{aligned}\oint _{C}g(z)\,dz&{}=\oint _{C_{1}}g(z)\,dz+\oint _{C_{2}}g(z)\,dz\\[.5em]&{}=2\pi i\left({\frac {z_{1}^{2}}{z_{1}-z_{2}}}+{\frac {z_{2}^{2}}{z_{2}-z_{1}}}\right)\\[.5em]&{}=2\pi i(-2)\\[.3em]&{}=-4\pi i.\end{aligned}}}
他の解法では部分分数分解を使った初歩的な技法により積分が求められる。
{\displaystyle \oint _{C}g(z)\,dz=\oint _{C}\left(1-{\frac {1}{z-z_{1}}}-{\frac {1}{z-z_{2}}}\right)\,dz=0-2\pi i-2\pi i=-4\pi i}